# Elecciones presidenciales de la República Popular China de 2013
Las elecciones presidenciales de la República Popular China alzaron con la victoria a Xi Jinping (习近平 ), el cual asumió la presidencia el 14 de marzo de 2013. Este fue elegido en la Asamblea Popular Nacional, único órgano que interviene en la elección del presidente de la República Popular China.

## El procedimiento electoral en la República Popular China

### Los órganos que intervienen en la elección
En principio el único órgano que interviene en la elección del Presidente de la República Popular China es la Asamblea Popular Nacional. Según el Artículo 57 de la Constitución de la República Popular China, este es el órgano supremo del poder.
En virtud de la Constitución en su Artículo 62.4, la Asamblea Popular Nacional ejerce la función de elegir el Presidente y Vicepresidente de la República Popular China.
Conforme a la Sección II de la Constitución relativa al Presidente de la República Popular China, en su artículo 79: "El Presidente y el vicepresidente de la República Popular China son elegidos por la Asamblea Popular Nacional”.
Todo ciudadano de la República Popular China que haya cumplido los cuarenta y cinco años de edad y tenga expedito su derecho a elegir y a ser elegido, puede ser elegido Presidente o Vicepresidente de la República Popular China.
Tanto el Presidente como el Vicepresidente tienen el mismo periodo de mandato que la Asamblea Popular Nacional y no pueden cumplir más de dos mandatos consecutivos.
La Asamblea Popular Nacional es un órgano formado por alrededor 3000 diputados (con mandatos de 5 años) que se reúne una vez al año. La elección de la XII Asamblea Nacional Popular tuvo lugar a partir de octubre de 2012 hasta febrero de 2013. La nueva Asamblea compuesta por 2956 diputados se reunirá para el periodo 2013-2018. Su primera sesión plenaria en que se eligen los cargos más altos del Estado tuvo lugar a principios del mes de marzo (habrá 4 sesiones en los años sucesivos).

### Las etapas
Debido a la estructura piramidal y fuertemente jerarquizada del Estado la elección se hace mediante sufragio indirecto. Sin embargo, se trata de un sufragio indirecto particular ya que los electores no eligen directamente un colegio electoral cuyo objetivo sea elegir luego al Presidente.   
La elección podría, de hecho, calificarse de varias veces indirecta. 
Los diputados de la Asamblea Popular Nacional son de facto elegidos por las Asambleas Populares a nivel de las provincias, regiones autónomas y municipalidades que dependen de la autoridad central y del ejército.
Los representantes de estas Asambleas son elegidos, por su parte, por las Asambleas Populares de grado inferior. 
Igualmente, ello se reproduce hasta llegar al escalón más bajo de las Asambleas Populares locales con los representantes de las Asambleas Populares a nivel de distritos, municipalidades específicas, cantón de minoría étnica y municipios que se eligen directamente por los ciudadanos.   

### El funcionamiento efectivo de la elección
Aunque lo anteriormente mencionado está claramente establecido en la Constitución de la República Popular China, la elección del Presidente no funciona exactamente de esta manera.
Así pues, en la escala más baja de las Asambleas Populares la elección se realiza de manera democrática. En cambio, no ocurre así en niveles superiores de poder.
De hecho, en la República Popular China los poderes se encuentran centralizados en las manos del Partido Comunista a través de las instituciones que ha establecido para regirse (Comité Central, Buró Político, y Comité Permanente del Buró Político).
El Buró Político decide, según las orientaciones dadas por el Comité Permanente en su seno (un órgano formado en origen por 9 personas, conocidas como los 9 Emperadores de China, y reducido a 7), sobre las grandes orientaciones políticas del Estado y las nominaciones a las mayores cargas estatales.
Además, el Buró Político es una institución compuesta por 200 miembros elegidos por el Comité Central del Partido Comunista. Luego, éste decide el candidato en último lugar el candidato que ha de ser apoyado sin condiciones por el Partido Comunista.   
Sin embargo, el Comité Central es, a su vez, un órgano que ha de ser designado por el Congreso Nacional del Partido Comunista Chino que se reúne cada 5 años (el último durante el XVIII Congreso abierto el 9 de noviembre de 2012). En este Congreso se designan tanto el Comité Central como el Secretario General del Comité Central del Partido Comunista de China(o Secretario general del Partido).
Respecto a los cargos del Secretario general y de Presidente de la República Popular China (así como de Presidente de la Comisión Militar Central) recaen sobre las manos de la misma persona. Por tanto, esta misma persona que ha sido designado Secretario General durante el Congreso Nacional del Partido Comunista se ve automáticamente reconocida como Presidente de la República Popular China en un voto de confirmación en el seno de la Asamblea Popular Nacional.

## Partido Comunista Chino y luchas internas
El Partido Comunista Chino (PCCh) hunde sus raíces a tiempos precedentes a la Guerra Civil del gigante asiático. En 1976, tras la muerte de Mao Zedong, el PCCh sufre grandes reformas internas. Deng Xiaoping, el nuevo líder, amplió la esfera privada de los ciudadanos chinos salvo de los disidentes. Por otro lado, el régimen no incentiva la participación ciudadana en política y la trata como asunto particularmente concerniente a la dinámica interna del partido.
El programa del partido se basa en la política de las 3 P: Personal, Propaganda y el Ejército de Liberación Popular (ELP).
En primer lugar, respecto al ELP, se encuentra bajo el control del PCCh. Al contrario que en el extranjero, el PCCh debe velar porque el ejército no experimente una despolitización.
En segundo lugar, al modo de la Unión Soviética, el partido único nacional cuenta con un Departamento de Propaganda que extiende sus redes de influencia mediante publicaciones en todos los medios de comunicación. Especialmente, podría destacarse el uso de Weibo (al estilo de Twitter) para difundir el sentimiento nacional y movilizar a la sociedad frente a las potencias extranjeras adversarias. En este sentido, existe libertad de expresión, pues permite una vigilancia de la Opinión Pública. Cabe destacarse que Internet está sometido a multitud de filtros interior y exteriormente.  Existe una frontera cibernética frente al extranjero llamada “La Gran Muralla-Cortafuegos” (The Great Firewall).
En tercer lugar, controla el personal de empresas y ministerios, universidades y medios de comunicación mediante el Departamento de Organización.
A tales efectos, podría decirse que el régimen comunista chino es de tipo leninista. Según la tipología de Robert Service, éste cumple con los criterios de eliminación de autonomía de medios de comunicación y de la Justicia, restricción de la religión y la sociedad civil, hostigamiento a otros nacionalismos chinos, centralización del poder, alta seguridad policial y envío de disidentes a campos de trabajo.
Tal vez quepan dudas sobre el carácter comunista de la República Popular de China (RPC) por su sistema económico. En cambio, su rivalidad al régimen occidental se ha hecho manifiesta. El “Consenso de Pekín” se contrapone al “Consenso de Washington”, compromisos sobre régimen democrático y económico. En cuanto a la RPC, ésta ofrece economía pragmática y política autoritaria impuesta por el partido único.
¿Acaso el “Consenso de Pekín” condena a la RPCh a un régimen no democrático?                        
Esta sentencia parece demasiado atrevida, puesto que no existe un concepto universal de democracia. De momento, la clase media no ha mostrado un rechazo rotundo al régimen. Esta clase en continuo crecimiento puede realizar una vida en condiciones de relativa libertad. A cambio puede beneficiarse de una economía boyante mantenida por el abuso de mano de obra de otra clase menos privilegiada. Este último sector de la población se encuentra totalmente desmovilizado bajo el brazo de hierro del PCCh. Como resultado, el sistema sociopolítico comunista chino cuenta con una gran gobernabilidad y un elevado grado de desarrollo en términos generales, y desigualmente repartido geográficamente.
Empero, la estructura del partido elefantiásica reporta conflictos internos de difícil solución. Las luchas internas se suceden continuamente a pesar de ser reprimidas y ocultas a la Opinión Pública. Una de sus facciones es la “Shanghai Gang” bajo el mando de expresidente Jiang Zemin, o la Liga Comunista de la Juventud bajo el sucesor de Hu Jintao, Jiang. Los puntos de disputa son el proceso de liberalización política y el papel del sector privado en la economía.
Por todo ello, el PCCh debe asegurarse un consenso unánime en la elección de sus nuevos líderes. Xi Jinping, el nuevo líder de la República Popular de China, es un claro ejemplo de ello. Muy probablemente, el régimen continental chino nunca abandonará su idea de hacer una democracia al gusto agridulce, desde la perspectiva occidental.

## Resultados de la victoria deXi Jinping
El parlamento de China eligió formalmente como Presidente a Xi Jinping. (Ver foto en el lateral). 
Como podemos ver en la siguiente gráfica, la victoria fue muy clara.

Aquí se muestran los resultados electorales de las elecciones Chinas de 2013.

Fueron 2956 delegados allí presentes los que votaron a favor, frente a uno que votó en contra y tres abstenciones.
Los siete hombres que forman el Partido Comunista, líder en este momento, se sentarán en la parte superior del Comité Permanente del Buró Político, el organismo más poderoso de China. 

## Toma de posesión: Xi Jinping
El pasado 14 de marzo de 2013 Xi Jinping, asumió la presidencia de China durante una reunión del Congreso Nacional del Pueblo en Pekín. El nuevo líder del Partido Comunista, asumió la presidencia de China, completando su transición formal al poder. Lo hizo en una reunión legislativa.
El Congreso Nacional del pueblo había ungido a Xi Jinping como Presidente, cuatro meses después fue nombrado Secretario general del partido comunista y Presidente de la Comisión Militar Central, poniéndolo en la parte superior de todos los centros principales en China, el partido, el ejército y el estado.
Los delegados al Parlamento anual respaldaron de forma abrumadora a Xi para ser Presidente. 
También llamaron a su aliado Li Yuanchao como Vicepresidente. Solo uno de los 2.956 delegados que votaron válido en el Gran Salón del Pueblo votó en contra y hubo tres abstenciones.
El nuevo Presidente enfrenta las expectativas contradictorias de cómo aplicará el poder en sus manos, las expectativas que él mismo encendió. Desde que comenzó su andadura para ser presidente ha utilizado reuniones, discursos y visitas a una frenética ciudad costera y a un pueblo para indicar que quiere cierta liberalización económica, más espacio para que los ciudadanos puedan criticar al gobierno y se elimine la corrupción. Sin embargo el Sr. Xi también rechazó cualquier giro a la liberalización política de inspiración occidental y ha exigido la absoluta lealtad de los funcionarios y los militares.

## Consecuencias de la elección
El nuevo Presidente chino es el sucesor de Hu Jintao; así tiene que perseguir tareas ya empezadas por los gobiernos anteriores pero también fortalecer o repensar estas políticas ante fenómenos nuevos. Los desafíos del nuevo Presidente son los cinco siguientes:

### Confirmar el peso internacional de China
Desde la Revolución de 1949 China logró ocupar una posición primordial en la diplomacia mundial. Xi Jinping debe fortalecer este peso internacional al desarrollar una política multipolar: debe fomentar las colaboraciones y evitar las coaliciones anti-China. Por eso se instala en la continuidad de sus predecesores, sobre temas tales como la no intervención en Siria por ejemplo. 
El primer viaje diplomático del Presidente de China fue para un encuentro con Vladímir Putin, con el objetivo de establecer relaciones económicas más profundas con Rusia, específicamente sobre el asunto energético.
Paralelamente, al no tener recursos naturales propios, China depende de otros países para satisfacer sus necesidades en el sector energético. Por esta razón Xi Jinping deberá continuar la política de inversiones masivas del país en África, Australia, Medio Oriente o Sudamérica. Esto es, sus inversiones en la República Democrática del Congo  le permiten utilizar sus recursos mineros a cambio de la construcción de infraestructuras. Es también el caso del Mar de la China Oriental, lo que provoca tensiones con Japón.

### Mantener el crecimiento
El crecimiento del PIB ha descendido estos últimos años hasta el 10%. El objetivo del nuevo Presidente de China es en adelante mantener un 7% de crecimiento anual para cumplir el programa político. Según la directora del Idrec, estos 7% dependen de tres factores: exportaciones, inversiones y consumismo interior. Para influir sobre estos elementos, El Economista enuncia varios cambios que el nuevo gobierno tendrá que lograr:
-Mejorar el sistema bancario
-Implementar las reformas, por ejemplo para reequilibrar los sectores privados y públicos
-Mejorar el mercado de trabajo
-Mantener las inversiones en los sectores del futuro siendo líder en el mercado de energía eólica.
-Considerar el envejecimiento de la población debido a la política del único niño.
-Disminuir la burocracia estatal y reducir los gastos del Estado.
Xi Jinping tiene una diferencia con sus predecesores: es más favorable a un liberalismo de mercado más profundizado.

### Gestionar el desarrollo de la clase media
La aparición de una clase media en China representa a la vez una ventaja y un inconveniente.
Primero, con sus 1,3 mil millones de habitantes, el desarrollo de la clase media va a permitir un nuevo impulso del crecimiento debida al consumo interior: 2012 es el arranque de esta capacidad de consumo de la clase media . Como país productor, China se debe preparar con Xi Jinping a volverse un gran mercado. Varios estudios demuestran que China pronto será el primer mercado mundial por sectores tales como los Teléfono inteligente o el lujo.
Por otro lado, la formación de una clase media conlleva un cambio cultural: históricamente, este fenómeno se acompaña de una emancipación colectiva, nuevas reivindicaciones tales como la educación o la independencia. El analista Pierre Picard habla de “un verdadero proceso de democratización en China, no en el modo occidental sino con pragmatismo. Podemos imaginar que el Partido se va a adaptar a las varias tendencias y escuchará las problemáticas de los más pobres y de las clases medias”. Xi Jinping tendrá que tomar en cuenta estos cambios sociales para no enfrentarse a una oposición creciente, a saber en Internet.

### Eliminar la corrupción
La corrupción es uno de los asuntos más destacables a los ojos de la ciudadanía china. El antiguo Presidente Hu Jintao advirtió a sus colaboradores: la corrupción endémica del país puede perjudicar tremendamente el país. La ONG Transparency International clasificó China en el puesto 75.º (sobre 183), posición en su clasificación de los países más corruptos. La corrupción no solamente desestabiliza la sociedad sino que también penaliza la actividad económica: es por ejemplo el caso de la leche corrompida en 2008, y también hace poco en 2013.  
Aunque ya se haya tomado más de 1200 leyes y directivas para aniquilarlo, los resultados no son eficaces. Xi Jinping tendrá que hacer la corrupción unas de sus prioridades y encontrar soluciones para disminuir o eliminar la corrupción en el país.

### La armonización territorial
China priorizó su impulso económico en la zona costera del Este, desatendiendo a las regiones del Oeste y del Centro. Esto conllevó una gran desigualdad territorial entre las provincias desarrolladas y las demás. Así pues, los gobiernos sucesivos procuraron un reequilibrio; en 2000 China lanzó un proyecto de inversión en las regiones del Oeste, véase la “grande estrategia de desarrollo del Oeste”. Fomenta una mejor repartición de las inversiones públicas en las regiones menos desarrolladas en aras a construir infraestructuras o instalar nuevas empresas. Xi Jinping tendrá que continuar este proceso de armonización económica del tejido económico chino. Un proceso que ofrece nuevas perspectivas de crecimiento.